# Poster Boy
Poster Boy ist ein US-amerikanisches schwules Filmdrama aus dem Jahr 2004 und Erstlingswerk von Regisseur Zak Tucker. Zwischen 2004 und 2006 wurde es bei mehreren schwul-lesbischen Filmfestivals gezeigt, bevor es 2006 in den USA in die Kinos kam.

## Vorgeschichte
Ursprünglich war das Projekt konzipiert mit Herbert Ross als Regisseur und mit Billy Crudup in der Hauptrolle. Die Produktion wurde unterbrochen, bis der Regisseur Douglas Keeve den Film als Low-Budget Produktion drehen wollte. Kurz nach Beginn der Dreharbeiten gab er auf und der Filmeditor Zak Tucker übernahm und beendete den Film.
Der politische Film erschien kurz vor den Präsidentschaftswahlen 2004.

## Handlung
Der Film beginnt damit wie Henry Kray (Matt Newton) von einem Reporter über die Ereignisse interviewt wird, die dem Zuschauer in Rückblenden gezeigt werden. Henry ist der Sohn eines mächtigen, konservativen US-amerikanischen Senators von North Carolina. Senator Kray (Michael Lerner) hat landesweite Aufmerksamkeit unter anderem dadurch erhalten, dass er die Rechte der Homosexuellen öffentlich angreift. Der Senator weiß nicht, dass sein Sohn schwul ist.
Der Senator plant die Kampagne für seine Wiederwahl bei einem Essen an Henrys College zu starten und Henry soll dabei die Begrüßungsrede halten. Das Sexualleben von Henry ist so etwas wie ein offenes Geheimnis auf dem Kampus seines Colleges, insoweit, als die Schwulenaktivisten-Gruppe des Colleges ein Schaubild seiner Sexpartner erstellt hat. Am Vorabend bevor Senator Kray am College erwartet wird, lernt Henry Anthony (Jack Noseworthy), einen ehemaligen ACT-UP-Aktivisten, kennen.
Am Tag der Rede wird Anthony von einem Schwulenaktivisten vom College angesprochen, der seine Hilfe beim Outing von Henry will. Anthony und Izzie (Valerie Geffner), eine gute Freundin, geraten darüber in Streit und Izzie, die HIV-positiv ist, rennt weg. Sie wird von der Limousine angefahren, mit der der Senator und seine Frau Eunice (Karen Allen) fahren. Die Reisegesellschaft des Senators nimmt sie mit und Eunice findet Gefallen an ihr. Sie gibt Izzie ein Kleid und lädt sie zu besagtem Mittagessen ein.
Henry lädt Anthony ebenfalls ein und besteht darauf, dass er auf dem Podium neben ihm sitzt. Henry sagt seinen Vater an, der mit seiner Rede beginnt. Während der Rede steht Henry plötzlich auf, zieht Anthony zu sich hoch und küsst ihn vor der versammelten Nationalen Presse und outet sich so, noch bevor die Aktivisten die Chance haben es zu tun. In einem Feuersturm der Kontroverse entscheiden der Senator und sein Team das Ereignis medial umzuinterpretieren und zu betonen, dass der Senator trotz allem seinen schwulen Sohn liebt. Einer der Schwulenaktivisten gratuliert Anthony für das Outing von Henry und obwohl Henry sich entschied sich selbst zu outen, zerbricht das erst langsam gewachsene Vertrauen zwischen ihm und Anthony.
Der Film endet mit Henry, wie der die Ereignisse danach zusammenfasst. Er und Anthony sehen sich nicht mehr. Izzie starb an Aids. Der Senator gewann seine Wiederwahl trotz oder vielleicht wegen der Kontroverse.

## Kritiken
“The film’s strident tone also serves to undermine its generally above-average performances.”

„Der schrille Ton des Films sorgt auch dafür, die insgesamt überdurchschnittlichen Leistungen zu untergraben.“

## Auszeichnungen
- Outfest: Grand Jury Award Best Screenwriting für Ryan Shiraki and Lecia Rosenthal (Sieger)
- Locarno International Film Festival: Nominierung für den Goldenen Leopard für Zak Tucker